# レンジャー (陸上自衛隊)

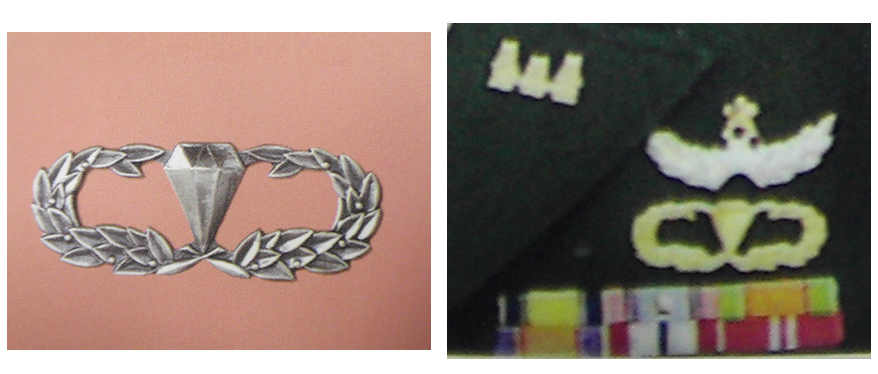
写真左：曹士が着用するレンジャー徽章。
写真右：上から冬季遊撃徽章、レンジャー教官適任者章（レンジャー徽章と同一デザインで色は金）、防衛記念章。襟についているのは施設科の職種徽章

陸上自衛隊におけるレンジャー（英語: Ranger）は、陸上自衛官の付加特技の一つである。所定の課程教育を修了し、レンジャー特技の付与を受けることで、レンジャー徽章（小隊徽章とも）を着用できるようになる。徽章は、「勝利」の象徴・月桂冠に囲まれた、「堅固な意思」の象徴・ダイヤモンドを意匠とする。
レンジャー養成の目的について、陸上自衛隊では「挺進行動の能力を付与するため、天候・気象に関わらず、長距離かつ数昼夜に渡り諸種の悪条件を克服して任務達成すること」としている。従来、レンジャー課程教育を担当する教官の隊を除いて、レンジャー資格者による部隊は常設されてこなかったが、2002年（平成14年）の西部方面普通科連隊（第1水陸機動連隊の前身部隊）の発足に際してレンジャー隊員のみによる小隊が設置されており、同小隊員は特殊作戦隊員と規定された。

## 来歴

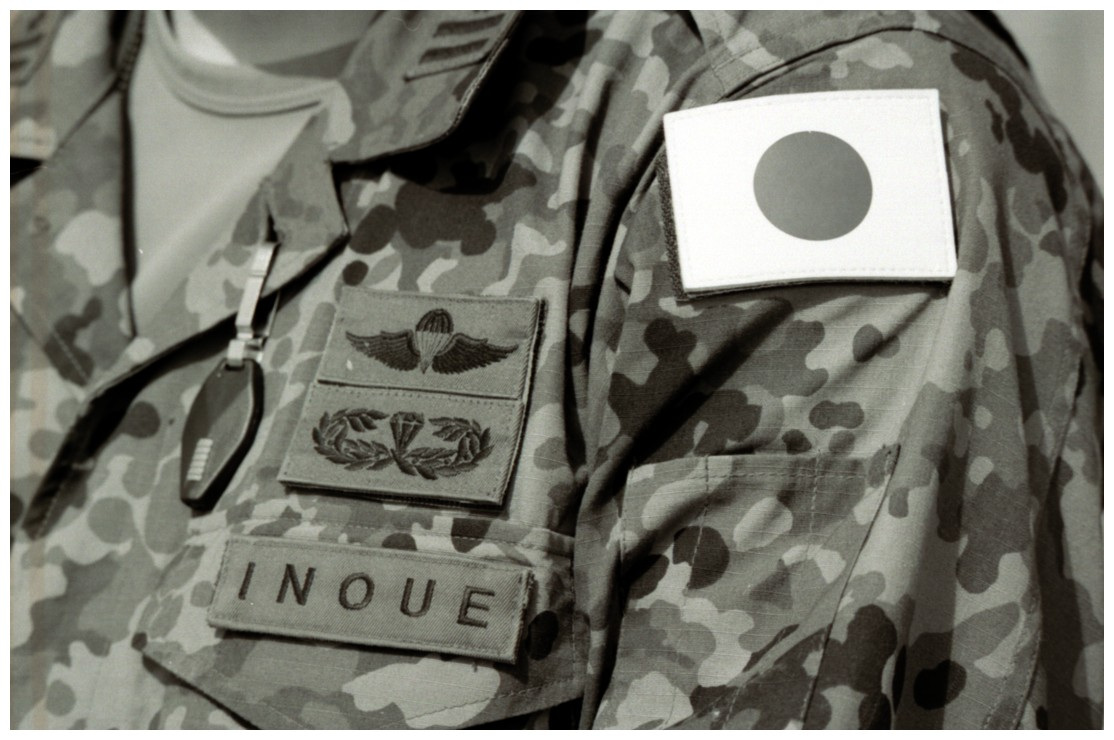
空挺レンジャーの井上3佐。2005年4月、イラクのバグダッドにて（海外派遣勤務者なので左腕に日章旗ワッペンがある）。
上から空挺徽章、レンジャー徽章、個人の名札。
レンジャーに加えて格闘、スキー、冬季遊撃、水陸両用基本訓練課程、洋上潜入課程、艇長課程、潜水課程、水路潜入、空挺、自由降下（空挺FF）など複数の徽章を付けた隊員も存在する。

### 派米訓練とレンジャー研究課程
草創期の陸上自衛隊では、教育課程のほとんどでアメリカ陸軍を手本としてきた。そして1955年（昭和30年）9月、最難関のレンジャー課程を習得すべく、陸上幕僚監部第五部長（後の教育訓練部）高山信武陸将補の特命を受けて、柴田繁1尉（陸士59期）および首藤愛明2尉（陸士61期）の2名が渡米した。両名はフォート・ベニングの陸軍歩兵学校の幹部中級コースを経て、1956年（昭和31年）2月27日よりレンジャー課程 (Ranger School) に入校した。陸自の乏しい外貨から派遣予算を捻出したために、レンジャー課程で求められる厳格な被服・散髪の規定を守るために苦労が伴ったが、両名とも首尾よく課程を修了した。当時のレンジャー課程は平均年齢22歳であったのに対し、柴田1尉は30歳、首藤2尉は29歳と最年長組であったにもかかわらず、過酷な課程を完遂したことから、卒業式では最前列の席が与えられ、学校長も祝辞で特に言及し、「日本に帰ったら立派なレンジャーを育ててほしい」と激励した。
1956年（昭和31年）5月、レンジャー徽章を与えられて帰国した柴田1尉・首藤2尉に対し、高山陸将補は、陸上自衛隊富士学校共通教育部内にレンジャー課程を設置するよう下命した。学校長杉田一次陸将から一任された柴田1尉は首藤2尉とともに富士山麓の青木ヶ原にコースを設定し、同年10月より、まずプロトタイプとしてのレンジャー研究課程が開始された。第一期生は第101空挺大隊からの5名を中心として計9名であった。

### 各種レンジャー課程・教育の充実
1958年（昭和33年）には研究課程から正規の課程に昇格し、定員が幹部40名・陸曹20名に拡充されるとともに、第一期生の谷脇憲司2尉のデザインにもとづきレンジャー徽章が制定された。また同年に第101空挺大隊が第1空挺団に改編されたのにあわせて、同隊からレンジャー研究課程に参加した隊員を中心として、空挺レンジャー課程が開始された。更に1960年（昭和35年）2月に倶知安駐屯地で行われた普通科レンジャーによる冬季訓練を踏まえて、翌年には同地で特別戦技訓練隊が発足し、冬季レンジャーの養成が着手された。
レンジャー課程修了者が増えて体制が整ったことから、1974年（昭和49年）からは各普通科連隊にレンジャー部隊集合教育が開講され、陸曹・陸士はこちらでレンジャー徽章を取得できるようになった。ただし幹部は引き続き富士学校の幹部特技課程「レンジャー」に入校する必要があるほか、教官となるためには富士学校の幹部集合教育「レンジャー教官」を修了している必要がある。

### レンジャー課程・教育の一時中止
2025年（令和7年）4月3日の報道によると、ドローンなどを活用した現代戦に対応するための訓練メニューの見直しや、訓練中の死亡事故も相次いでいることから安全管理面でも見直しを行うため、一部の部隊（富士学校・第1空挺団・水陸機動団）を除いた全国の部隊で今年度中の新たなレンジャー隊員の育成を中止していたことが分かった。
一部の部隊では教官側が教育課程の内容を自由に決めていたことや、陸上自衛隊が定めた安全管理の体制を適切に取っていなかった実態も明らかになった。今年度、新たなレンジャー隊員の育成を中止することについて、陸上自衛隊は「情勢の変化を考えてレンジャー隊員が持つべき能力の見直しが必要になった」としている。 今後、死亡事故の再発防止策などを踏まえた教育内容を検討し、新たなレンジャー隊員の育成を再開する時期を判断するとしている。なお、長期間にわたって全面的に育成中止となるのは1958年（昭和33年）以来、史上初めてである。

## 課程・教育
陸上自衛隊では、レンジャー課程・教育について、実戦的環境下で段階的に与えられる困難な想定を克服して、自ら進んで難局にあたる気風を醸成し、旺盛な責任感と体力の限界においても任務を完全に達成する俯仰不屈の気力を涵養する、としている。
陸上自衛隊で最も過酷な訓練とされる。

### レンジャー訓語
宿舎にはモチベーションや原動力を生み出すために「愚痴と悲鳴を上げるな」「根性無き者は去れ」とスローガンが掲げられており、更に「レンジャー五訓」と呼ばれる以下の訓語が定められている。
1. 飯は食う物と思うな。
2. 道は歩く物と思うな。
3. 夜は寝る物と思うな。
4. 休みはある物と思うな。
5. 教官・教授は神様と思え。

### 部隊集合教育
陸曹・陸士の教育は、各連隊ないし師旅団での特技集合教育として行われている。主に師団等隷下の普通科連隊がその年毎持ち回りで教育を担任する。普通科連隊内の普通科中隊が担任部隊に指定され中隊長が担任官となり、主に担任中隊より主任教官が派遣される。教官助教は普通科や特科・機甲科のレンジャー保有者で助教課程を卒業し一定のレベルを保有する者が主に指定され、時にはレンジャー資格を有する陸士も助教や伝令等の本部要員として参加する場合もある。訓練に参加するために一定以上の体力と泳力があることを審査する「資格確認検査（素養試験）」があり、これに合格しなければ訓練課程に進むことができない。また血圧や視力などにも基準がある。訓練期間中、学生は、教官からのあらゆる指示には絶対服従であり、そのすべてに「レンジャー！」（教育訓練課程での「了解」に相当）とのみ応えることが可能で、反論は一切許されない。
また激しい訓練によってエネルギーを大量に消耗するため、昼食は炭水化物が多く、ご飯・麺類・パンの3種類全てを食べる隊員が多い。
陸曹士課程はおおむね下記のような内容とされている。
- レンジャー行動一般 - 潜入・襲撃・伏撃・命令および報告（2時間）、レンジャー行動要領（20時間）
- 基礎行動
  - 第一想定 - 敵第一線の地域偵察として錯雑地を約5キロメートル行動（14時間）
  - 第二想定 - 敵第一線の火砲陣地などへの襲撃、錯雑地を約5キロメートル行動（16時間）
  - 第三想定 - 車両縦隊に対する伏撃、錯雑地と森林を約10キロメートル行動（16時間）
- 応用行動
  - 第四想定 - 補給品集積所への襲撃、錯雑地と山地を約15キロメートル行動（24時間）
  - 第五想定 - 分散潜入して指揮所襲撃、山地を約20キロメートル行動（28時間）
  - 第六想定 - 空水路潜入で橋梁爆破、山地を約20キロメートル行動（28時間）
- 総合行動
  - 第七想定 - 捕獲を目的とする車両縦隊の伏撃、森林と山地を約35キロメートル行動（32時間）
  - 第八想定 - 地域偵察およびゲリラ拠点への襲撃、急峻な山地を約40キロメートル行動（50時間）
  - 第九想定 - 徒歩部隊に対する伏撃と交通施設の破壊、山地と密林、空水路を含む50キロメートルを行動（66時間）

なお応用行動以降、食料の携行量は徐々に減らされていき、第四想定からは2/3、第六想定からは1/2、そして第七想定からは1/3となる。
陸曹士課程の期間は9週間とされている。まず4週間の予備訓練で体育（体力向上運動、持久走）、障害物走路、銃剣術、生存技術、ゴムボート訓練が行われる。次に山岳基礎訓練（ロッククライミング、リペリング、ロープ橋、患者搬送など）が1週間、最後の斥候訓練が4週間とされる。斥候訓練の一環として、敵の勢力圏内で、金銭や食料などを活用して協力者を獲得するパルチザン訓練もある。体力や技術以外にも、高さ10mの鉄塔からロープを付けた状態で飛び降りる「胆力テスト」など精神面の訓練も実施される。
なお幹部課程では指導者としての教育もあり、期間は13週間とされている。
すべての訓練が終了すると、学生の家族や知人を招待した帰還行事が行われ、隊員にレンジャー徽章が授与される。
部隊集合教育の教育内容や卒業生の練度の不斉一さなどが指摘されているが、その地方の特性に合った遊撃活動のエキスパートを育てるという意味では適しているとも言える。第13普通科連隊の「山岳レンジャー」、第1・第32・第34普通科連隊の「アーバンレンジャー（市街地レンジャー）」などはその好例である。

### 空挺レンジャー

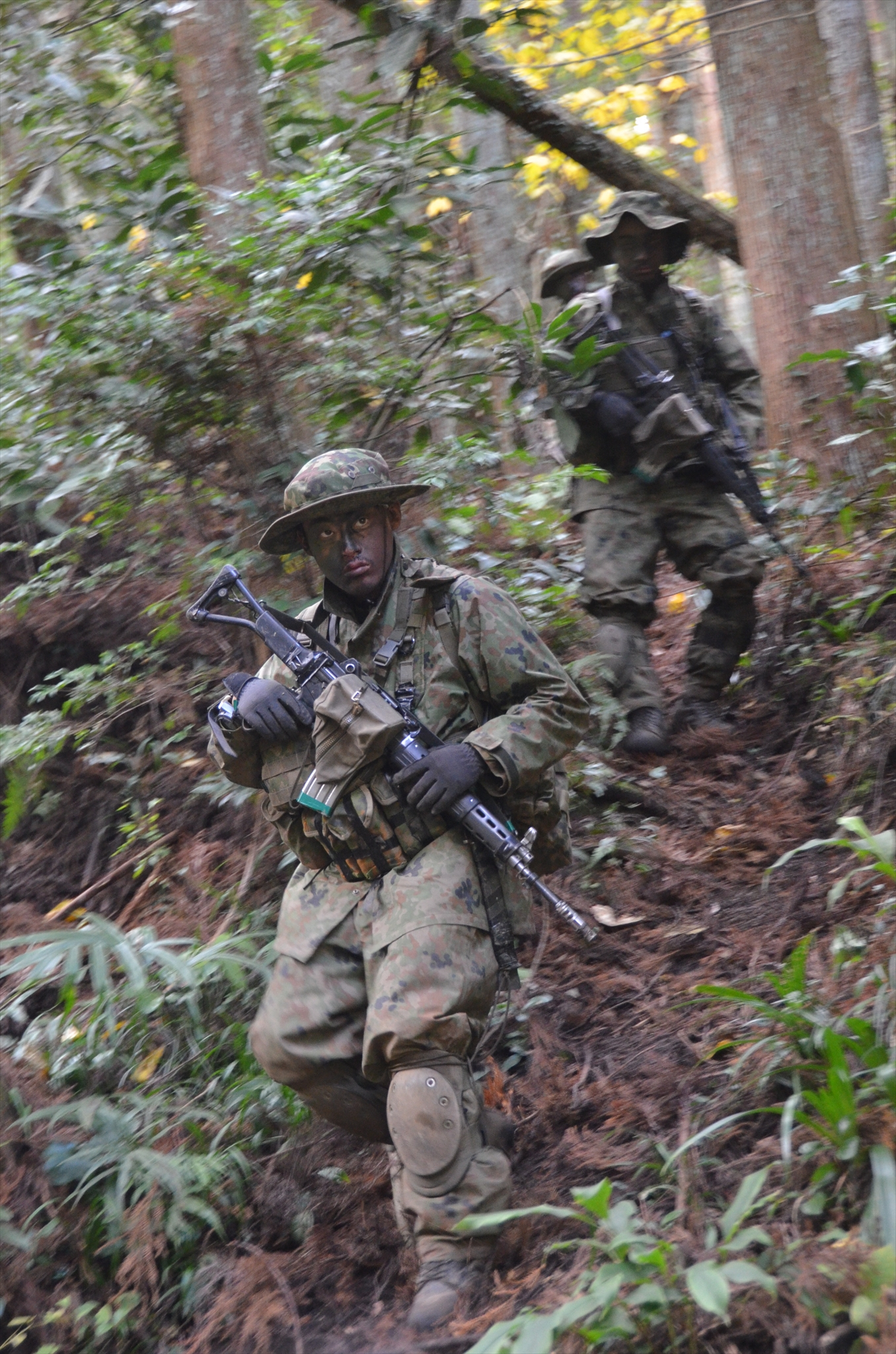
空挺レンジャー課程。

第1空挺団では、精鋭部隊として全員がレンジャーを目指すことから、幹部特技課程および初級陸曹特技課程「空挺レンジャー」が設置されている。習志野駐屯地での苛烈な基礎訓練ののち、約4週間にわたって、駐屯地外での転地訓練が行われ、下記のように8個想定の訓練が行われる。
1. 偵察行動
2. トンネル爆破
3. 通信所襲撃
4. 要人救出
5. 降下誘導
6. 燃料集積所襲撃
7. 車両伏撃
8. レーダーサイト襲撃

### 冬季レンジャー
当初は北部方面隊独自の集合教育として「冬季挺進集合教育」、後に「冬季遊撃行動集合教育」と称されていたが、2009年（平成21年）度より陸上幕僚監部の正規の課程教育たる「冬季遊撃課程」として改編された。この教育を担当するのが上記の特別戦技訓練隊を前身とする冬季戦技教育隊（冬戦教）で、倶知安駐屯地で編成されたのち、名寄駐屯地に移駐し、更に札幌駐屯地にあった北部方面スキー訓練隊と統合されて、1971年（昭和46年）に冬季戦技教育隊と改称され、真駒内駐屯地に移駐した。
本課程は、単なるゲリラ戦だけでなく雪中戦に対応できる要員の養成を目的としており、普通科ないし空挺レンジャー課程を終えており、かつ、スキー技術2級以上のライセンスを有する隊員を対象とする。冬季挺身集合教育では、幹部・陸曹の両コースが7週間、陸士コースが3週間とされており、四季で最も寒い1月末から2月にかけて開講されていた。訓練地域は、道内でも特に雪の多いニセコ山中とされている。この課程の修了者は、特に冬季遊撃徽章を着用することができる。

## レンジャー隊員
陸上自衛官約15万人のうち、約8%の隊員がレンジャー資格を持つ。なお、レンジャー隊員になっても、手当が増額するなど、直接的な待遇面での優遇は無い。例外として、西普連レンジャー小隊に所属する隊員に関しては「特殊作戦隊員手当」が支給されている。
アメリカ陸軍では、優秀な歩兵による遊撃戦部隊として第75レンジャー連隊が編成されていたのに対して、陸上自衛隊では、レンジャー資格の保有率が高い普通科部隊において任務遂行に際し必要がある場合にレンジャー資格を保持する隊員を集め、臨時にレンジャー小隊を編成することはあったものの、長い間常設のレンジャー部隊や特殊部隊は組織されず、レンジャーは隊員個人の資格に留まっていた。第1空挺団、対馬警備隊等は部隊に占めるレンジャー資格者の割合が極めて高く、「即応性を高めた精鋭部隊」という点では、米軍のレンジャー部隊と同様の機能を求められていたが、常設の部隊としては西部方面普通科連隊（第1水陸機動連隊の前身部隊）におけるレンジャー小隊が創設されるまで存在していなかった。
なお、陸上自衛隊の特殊部隊である特殊作戦群では、空挺基本降下課程、もしくは空挺基本降下課程と特殊作戦課程両方の履修が必須とされているが、レンジャー資格については特に規定はない。

## 事故
- 1969年（昭和44年）12月15日：静岡県天城湯ヶ島町内で偵察訓練中の隊員1人が草むらから足を踏み外して狩野川の河原に落下。頭蓋骨骨折により死亡した[25]。
- 2002年（平成14年）：第1空挺団レンジャー課程中、一酸化炭素中毒にて教育中の学生6名の中毒症状が発生し緊急入院。 ICUにて生死を彷徨う重病患者も2名。 中毒症状の起因は小銃手入れの際のスプレーに有害物質が入っていたことによるものと事後の調査で判明。
- 2024年（令和6年）8月：第7普通科連隊においてレンジャー訓練中の隊員5人が熱中症や急性腎不全で入院。うち1人が死亡[26]。
- 2025年（令和7年）3月13日：長野県松本市の松本駐屯地にて第12旅団（群馬県）のレンジャー隊員が降下訓練中、保持していた長さ約1m、重さ約7kgの機関銃が落下し、地上で安全管理をしていた41歳男性の隊員の左胸に当たり、病院に搬送されたが死亡[27]。